# Sebastian Kurz
Sebastian Kurz, avstrijski bivši politik in bivši kancler, menedžer, * 27. avgust 1986, Dunaj, Avstrija.
Kurz se je rodil in odraščal v Meidlingu na Dunaju. Leta 2004 je maturiral na GRG 12 Erlgasse in leto pozneje odslužil obvezno služenje vojaškega roka. Kurz je obiskoval pravno fakulteto na dunajski univerzi, a je študij kasneje opustil in se posvetil politični karieri. V politiko je vstopil, ko se je leta 2003 pridružil Mladi ljudski stranki (JVP), podmladku Avstrijske ljudske stranke. Pet let kasneje je prevzel prvo politično funkcijo predsednika JVP na Dunaju. Leta 2010 je Kurz uspešno kandidiral za mesto v dunajskem deželnem svetu. Kot rezultat rekonstrukcije vlade leta 2011 je bil Kurz imenovan na mesto državnega sekretarja notranjega ministrstva za socialno integracijo. Po zakonodajnih volitvah leta 2013 je Kurz postal avstrijski zunanji minister in na položaju ostal do decembra 2017.
Po odstopu podkanclerja Reinholda Mitterlehnerja z mesta predsednika Ljudske stranke (ÖVP) maja 2017, je bil Kurz imenovan za njegovega naslednika. Mitterlehnerjev umik iz politike je privedel do konca Kernove vlade in sprožil predčasne zakonodajne volitve leta 2017; na njih je Kurz sodeloval kot vodilni kandidat svoje stranke. Po volilni zmagi mu je bil podeljen mandat za oblikovanje vlade, ki jo je nato sestavil s stranko svobodnjakov (FPÖ). V svojem mandatu je Kurz sprovedel različne spremembe in prenove, nekaj je bilo tudi škandalov. Po aferi Ibiza in razpadu večinske koalicije ÖVP – FPÖ je Državni svet Kurza s predlogom nezaupnice razrešil. V času njegovega prvega kanclerstva je bil Kurz mlad in politično ambiciozno zaslužen za oživitev tradicionalnega konservativnega gibanja v Avstriji in v večji meri v Evropi. Nekateri nasprotniki so ga označili za nesodelujočega in prenagljenega. Kurz, star 34 let, je bil najmlajši vodja vlade na svetu in prvič izvoljen na mesto 31 let, najmlajši kancler v avstrijski zgodovini.
Po predčasnih parlamentarnih volitvah leta 2019 se je vrnil na oblast in oblikoval novo koalicijo; tokrat z okoljevarstveno stranko Zelenih. Nova vlada je bila imenovana januarja 2020. Program koalicije hitro ovirala pandemija COVID-19. Kurzevi ukrepi na koronavirus in posamezne omejitve so bili ocenjeni kot nerazločni in so bili sprejeti s široko kritiko. Preiskava parlamentarne pododbora o aferi Ibiza, tekoča preiskava korupcije in številni drugi škandali so povzročili strm upad njegove priljubljenosti. Tudi svoj drugi kanclerski mandat je Kurz zaključil s predčasnim odstopom; funkciji se je odpovedal po obtožbah, da naj bi s stranko naročal prirejene javnomnenjske raziskave. Odstop je argumentiral z željo, da dokaže svojo nedolžnost. Na njegov predlog ga je čez dva dni nasledil zunanji minister Alexander Schallenberg.
2. decembra 2021 je na tiskovni konferenci naznanil, da se dokončno umika iz politike. Odločilni dogodek je bil po njegovih besedah rojstvo sina Konstantina, ko je sprejel odločitev, da se po napornih tednih očitkov o korupcijski aferi poslovi s političnih funkcij. Za njegovo delo in "zaupanja vredno sodelovanje" v politiki se mu je zahvali tudi predsednik republike Alexander Van der Bellen.

## Mladost in izobraževanje
Kurz  se je 27. avgusta 1986 rodil na Dunaju, kot edini otrok rimskokatoliških staršev Josefa in Elisabeth Kurz (rojene Döller). Njegov oče je inženir, mati pa gimnazijska učiteljica. Kurzeva babica po materini strani Magdalena Müller - rojena leta 1928 v Temerinu v Kraljevini Srbov, Hrvatov in Slovencev (danes Vojvodina, Srbija) - je podunavska Švabica, ki je med drugo svetovno vojno pobegnila iz naselja in se naselila v Zogelsdorfu (danes v Avstriji). Jugoslovanski partizani in Rdeča armada so začeli zasedati ozemlje, ki je bilo takrat del Kraljevine Madžarske. Kurz je bil vzgojen v Meidlingu, 12. dunajskem okrožju, kjer živi še danes. Maturo je z odliko opravil leta 2004, leta 2005 pa obvezno služenje vojaškega roka in istega leta začel študirati pravo na dunajski univerzi. Študij je kasneje opustil in se osredotočil na politično kariero.

## Zgodnja politična kariera
Kurz je svojo politično pot začel leta 2003 v podmladku stranke ÖVP. Decembra 2013 je postal najmlajši zunanji minister v zgodovini Avstrije. Pri 24-tih letih, je postal državni sekretar za integracije. Tri leta kasneje je prevzel položaj zunanjega ministra in je bil najmlajši minister v Evropski uniji. Kurz je vodenje Avstrijske ljudske stranke (ÖVP) je prevzel julija 2017.
Avstrijci so mu je nadela vzdevek wunderwuzzi, kar pomeni nekdo, ki se spozna na vse. Javnost mu je naklonjena zaradi trdega stališča glede migracij. Kot avstrijski zunanji minister je namreč zaprl balkansko begunsko pot.

## Avstrijski kancler

### I. Kurzeva vlada
15. oktobra 2017 je ljudska stranka pod njegovim vodstvom zmagala na avstrijskih parlamentarnih volitvah z 31,6 %. Kurzu je uspelo oblikovati vlado, ki je prisegla 18. decembra 2017. Tako je postal najmlajši evropski voditelj. Vlado sestavljajo ljudska stranka (ÖVP) in svobodnjaki (FPÖ).

#### Afera Strache in padec vlade
Ob koncu maja 2019 sta dva avstrijska medija objavila več urni posnetek, na katerem je podkancler Kurzeve vlade Heinz-Christian Strache domnevni ruski bogatašinji obljubljal državne posle. Korupcijska afera je podkanclerja odnesla čez noč, prav tako so se svobodnjaki umaknili iz koalcije. Kurz je napovedal predčasne volitve ter na mesta svobodnjaških ministrov zamenjal s strokovnjaki, ter čez nekaj dni znova prisegel kot kancler manjšinske vlade.
28. maja 2019 je avstrijski parlament na predlog socialistov glasoval o nezaupnici novonastali vladi. Izglasovana je bila s pomočjo svobodnjakov, s čimer je Kurzeva vlada padla. Predsednik Van der Bellen je do volitev, ki bodo septembra, imenoval začasno vlado, v kateri mesta zasedajo strokovnjaki.

### II. Kurzeva vlada
Na predčasnih volitvah, ki so potekale 29. septembra 2019, je Kurzeva ljudska stranka ponovno osvojila največje število sedežev, število poslancev je povečala iz 62 na 71. Novo vlado je oblikoval skupaj z zelenimi, ki so se po nekaj letih vrnili v avstrijski parlament. Kurz je novonastalo koalicijo oznanil 1. januarja 2020, prisegli pa so 7. januarja istega leta. V koaliciji, ki v parlamentu šteje 97 glasov, deset poslanskih mest pripada Kurzevi ÖVP, štirje resorji pa zelenim. Prav tako je v kabinetu ministrov več žensk kot moških.
V času svojega drugega mandata je večkrat obiskal Republiko Slovenijo; med drugim sta s predsednikom vlade Janezom Janšo opravila alpinistični vzpon na Triglav, prisostvoval je tudi osrednji proslavi ob 30. obletnici osamosvojitve Republike Slovenije in prevzemu predsedovanja Svetu Evropske unije v Ljubljani. Ob tem je imel tudi slavnostni nagovor.
6. oktobra 2021 je avstrijska policija izvedla preiskave v Kurzevem kanclerskem kabinetu, na finančnem ministrstvu in prostorih stranke ÖVP. Razlog za to je bila domnevna korupcijska oglaševalska afera, v kateri naj bi Kurz z zaupniki iz stranke zakupoval oglaševalski prostor v zameno za prirejene javnomnenjske ankete. Kurz je obtožbe zanikal in sprva zavrnil možnost odstopa. 9. oktobra je sporočil, da bo z mesta kanclerja odstopil, "ker gre za državo, ne le zame." Dejal je, da so se proti njemu obrnili tudi koalicijski partnerji in da želi dokazati, da so obtožbe proti njemu neupravičene. Za svojega naslednika je predlagal zunanjega ministra Alexandra Schallenberga, koalicija pa je ob tem ostala nespremenjena. Kurz se je ob tem vrnil v poslanske klopi in postal vodja poslanske skupine ljudske stranke.

### Umik iz politike
2. decembra 2021 je na tiskovni konferenci naznanil, da se dokončno umika iz politike. Odločilni dogodek je bil po njegovih besedah rojstvo sina Konstantina, ko je sprejel odločitev, da se po napornih tednih očitkov o korupcijski aferi poslovi s političnih funkcij. Za njegovo delo in "zaupanja vredno sodelovanje" v politiki se mu je zahvali tudi predsednik republike Alexander Van der Bellen. Napovedal je, da bo v prihodnjih tednih opustil vse politične funkcije, tudi mesto predsednika stranke.

## Zasebno
Kurz je v zvezi s svojo sošolko, ekonomistko Susanne Thier. Živi v dunajskem okrožju Meidling in je verujoči kristjan. Konec novembra 2021 se mu je rodil sin Konstantin. Po odstopu s kanclerskega mesta in izstopu iz politike je postal menedžer v Silicijevi dolini v ZDA.